# Información personal
Información personal, información personalmente identificable o información personal de identificación (en inglés: Personally Identifiable Information, abreviado PII), es un concepto utilizado en seguridad de la información. Se refiere a la información que puede usarse para identificar, contactar o localizar a una persona en concreto, o puede usarse, junto a otras fuentes de información para hacerlo. Las definiciones legales, especialmente en el contexto del derecho al honor y la intimidad o privacidad, varían en cada país.

## Concepto
Aunque el concepto es antiguo, se ha hecho cada vez más relevante a medida que las tecnologías de la información y la comunicación, especialmente en Internet, han facilitado la recopilación de este tipo de información, y sobre todo han hecho rentable económicamente su gestión y utilización. Es de alto valor como recurso tanto para delincuentes como para las autoridades y todo tipo de empresas, lo que hace importante la definición de políticas de protección al acceso a esta información y la propia actitud de la persona en cuanto a su ocultación parcial o total, su reserva para determinados fines o su cesión voluntaria.
Son informaciones personales habitualmente demandadas o protegidas, las cuales se clasifican como públicas o privadas, según el país, tales como: el nombre, el domicilio, el número de identificación personal en sus distintas formas, el número de teléfono, la dirección IP (en algunos casos), el documento de identidad, el número del carnet de conducir, el número de la tarjeta de crédito o de la cuenta bancaria, el número de matrícula del vehículo propio, los rasgos físicos (a través de la fotografía del rostro, la impresión de las huellas dactilares, el escáner del dibujo del iris, la obtención de una muestra de ADN que permita secuenciar el perfil genético -secuencia de ADN-, u otros medios), y todo tipo de datos personales como la edad o fecha de nacimiento, la filiación (nombre de los padres), el lugar de nacimiento, la nacionalidad, el sexo, el estado civil, etc. Otros implican un nivel de identificación más sensible, como la raza, la religión, lenguas habladas, la descripción política, el nivel de estudios, el puesto de trabajo, el nivel de renta, así como datos parciales o totales del historial médico, psicológico, militar, laboral, educativo, judicial, deportivo, de ocio y costumbres, etc.; y pueden llegar a componer un currículum vítae completo.

## Clasificación
Algunos datos pueden clasificarse bajo ciertos parámetros, entre los cuales se encuentran:
- Datos especialmente protegidos: Ideología, afiliación sindical, religión, creencias, origen racial o étnico, salud y vida sexual.
- Datos de carácter identificativo: tipo y número de documento, dirección, imagen, voz, N.º de Seguridad Social/mutualidad, teléfono, marcas físicas, nombre y apellidos, firma, huella, firma electrónica.
- Datos relativos a las características personales: datos de estado civil, datos de familia, fecha de nacimiento, lugar de nacimiento, edad, sexo, nacionalidad, características físicas o antropométricas.
- Datos relativos a las circunstancias sociales: Características de alojamiento, vivienda, situación familiar, propiedades, posesiones, aficiones y estilos de vida, pertenencia a clubes y asociaciones, licencias, permisos y autorizaciones.
- Datos académicos y profesionales: Formación, titulaciones, historial del estudiante, experiencia profesional, pertenencia a colegios o asociaciones profesionales.
- Detalles laborales: Profesión, puestos de trabajo, justificativos médicos, sanciones, evaluaciones.
- Datos que aportan información comercial: Actividades y negocios, licencias comerciales, subscripciones a publicaciones o medios de comunicación, creaciones artísticas, literarias, científicas o técnicas.
- Datos económicos, financieros y de seguros: Ingresos, rentas, inversiones, bienes patrimoniales, créditos, préstamos, avales, datos bancarios, planes de pensiones, jubilación, datos económicos de nómina, datos deducciones impositivas/impuestos, seguros, hipotecas, subsidios, beneficios, historial de créditos, tarjetas de crédito.
- Datos relativos a transacciones de bienes y servicios: Bienes y servicios, transacciones financieras, compensaciones e indemnizaciones.

Los estudios han demostrado que el mayor uso de datos de clientes durante la última década ha impactado la forma en que el público en general se relaciona con las preocupaciones sobre la privacidad. Un estudio realizado en 2012 midió la demografía de las personas preocupadas por la privacidad durante un lapso de 8 años en función de su disposición a revelar sus ingresos en una encuesta de investigación. Sus hallazgos revelaron que con el tiempo, las personas han tenido menos probabilidades de revelar información y las personas mayores también tienen menos probabilidades de revelar su información.